# Myszyno (obwód wołogodzki)
Myszyno (ros. Мышино) – wieś w Rosji, w rejonie wożegodskim obwodu wołogodzkiego. W 2010 r. liczyła 2 mieszkańców.